# Dysidea anceps
Dysidea anceps är en svampdjursart som först beskrevs av Hyatt 1877.  Dysidea anceps ingår i släktet Dysidea och familjen Dysideidae. Inga underarter finns listade i Catalogue of Life.